# Emblema da Arábia Saudita
O emblema da Arábia Saudita é composto por duas espadas cruzadas com fios de cor prata e empunhaduras de cor ouro, ambas com suas pontas colocadas para baixo e situadas abaixo de uma palmeira de cor verde, símbolo de paciência e determinação. Este emblema foi adotado em 1950, embora as duas espadas cruzadas tenham figurado com anterioridade em antigas bandeiras sauditas. A palmeira e as duas espadas cruzadas aparecem representadas, em outras insígnias do país, em um dos quadrantes superiores do estandarte do monarca saudita.

## Histórico
O emblema do Reino é representado por duas árabes curvas e espadas cruzadas com uma palmeira no meio, pois esta foi originalmente tirada da mesma bandeira nacional, onde a espada foi emprestada da bandeira, e o símbolo da palma foi adicionado-lhe como uma indicação de que a prosperidade só pode ser alcançada com justiça, e este Emblema aparece na parte inferior da bandeira nacional quando uso real e militar.
A Arábia Saudita escolheu o símbolo das duas espadas, o que indica força, justiça, proteção e segurança devido às muitas batalhas que a Arábia Saudita travou para tomar o poder. O antigo "Império Otomano", e depois que a Arábia Saudita se livrou da interferência colonial e da aplicação da monarquia nela, isso foi feito. As duas espadas foram colocadas como um símbolo e um componente básico de seu emblema.
O emblema saudita mais antigo conhecido colocado em um sólido é o mesmo que foi impresso na face da denominação Rial, que representa uma unidade de dinheiro no Reino, que é o rial, que foi emitido em 1927, e vários selos com este emblema foram emitidos no primeiro ano de 1929, por ocasião do entronamento do rei. Mais tarde, ele mudou a posição da palma para que se tornasse o topo das duas espadas cruzadas no meio, e após ajustá-la, ela continuou como é agora.

## Brasões Históricos

Brasão do Reino de Hejaz de 1916 a 1925
Emblema do Reino de Hejaz e Nejd e seus anexos de 1925 a 1932
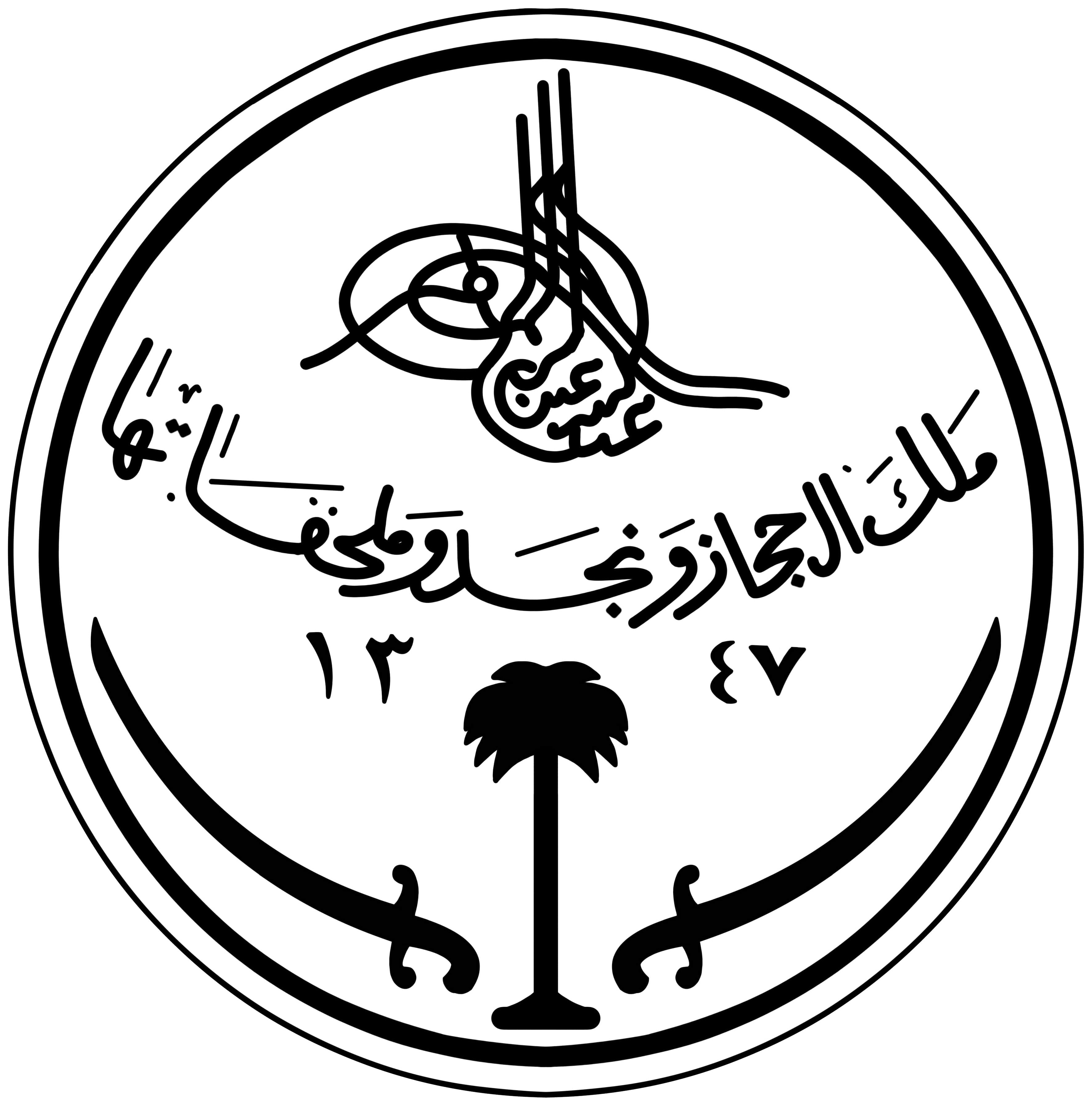
Emblema e selo do Reino da Arábia Saudita de 1932 a 1950